# Демченково (Сумская область)
Демченково (укр. Демченкове) — село,
Ромашковский сельский совет,
Середино-Будский район,
Сумская область,
Украина.
Код КОАТУУ — 5924485602. Население по переписи 2001 года составляло 25 человек.

## Географическое положение
Село Демченково находится на берегу безымянного пересыхающего ручья, который через 3 км впадает в реку Знобовка.
На расстоянии в 0,5 км расположено село Лесовая Поляна, в 1-м км — село Уборок.
Рядом проходит автомобильная дорога Т-1915.

## Название
За время своего существования Демченково неоднократно меняло своё название и называлось: хут. Стрижевский −1759 г., хут. Стрижевщина — 1799—1801, 1892, 1897, 1901 гг., хут. Лазаревичев — 1853 г, хут. Стрижевщина (Лазаревщина, Демченков) — 1859 г., хут. Стрижевский (Демченков) — 1913, 1917 гг. и т. д.